# International Lease Finance Corporation
International Lease Finance Corporation (ILFC) era un locatore di aeromobili con sede nel Constellation Place a Century City, Los Angeles, California.
Era il più grande locatore di aerei del mondo per valore, sebbene il rivale di ILFC, l'unità GECAS di General Electric, abbia più aeromobili. Noleggiava Boeing e Airbus alle principali compagnie aeree di tutto il mondo.

## Storia
Il team di padre e figlio Leslie Gonda e Louis L. Gonda fondarono ILFC nel 1973 insieme a Steven F. Udvar-Házy. La società venne acquisita dal gigante assicurativo internazionale American International Group (AIG) nel 1990, sebbene l'unità sia rimasta ancora gestita da Udvar-Hazy fino al suo ritiro nel febbraio 2010, al quale è succeduto il vicepresidente Alan Lund. Henri Courpron, un ex dirigente di Airbus, nominato presidente e CEO di ILFC nel maggio 2010.
Il 2 settembre 2011, AIG ha presentato istanza alla SEC per scorporare ILFC in un'offerta pubblica.
Nel dicembre 2012, AIG ha annunciato che stava vendendo una quota del 90% della società a un consorzio di società cinesi composto da New China Trust, New China Life Insurance, P3 Investments e China Aviation Industrial Fund per raccogliere fondi per rimborsare il governo per il precedente salvataggio.
Nell'agosto 2013, due delle società cinesi hanno ritirato il loro coinvolgimento nell'accordo. AIG aveva fissato una scadenza per il completamento dell'accordo al 31 agosto 2013 e sono state prese in considerazione alternative, come un'offerta pubblica.
Il 16 dicembre 2013, AIG ha annunciato che stava vendendo la sua partecipazione del 100% in ILFC ad AerCap Holdings N.V.

## Identità aziendale
ILFC aveva sede nella Suite 3400 del Constellation Place (ex MGM Tower) a Century City, Los Angeles, California. ILFC aveva la sua sede negli ultimi sei piani dell'edificio, con 290 dipendenti a marzo 2013. L'ufficio dell'attico del CEO aveva un caminetto funzionante.